# Polei-Gamander
Polei-Gamander (Teucrium polium), von gleichbedeutend lateinisch polium oder Poley-Gamander, genannt auch Grauer Gamander und Marienkraut, ist eine Pflanzenart aus der Gattung Gamander (Teucrium) in der Familie der Lippenblütler (Lamiaceae).

## Beschreibung

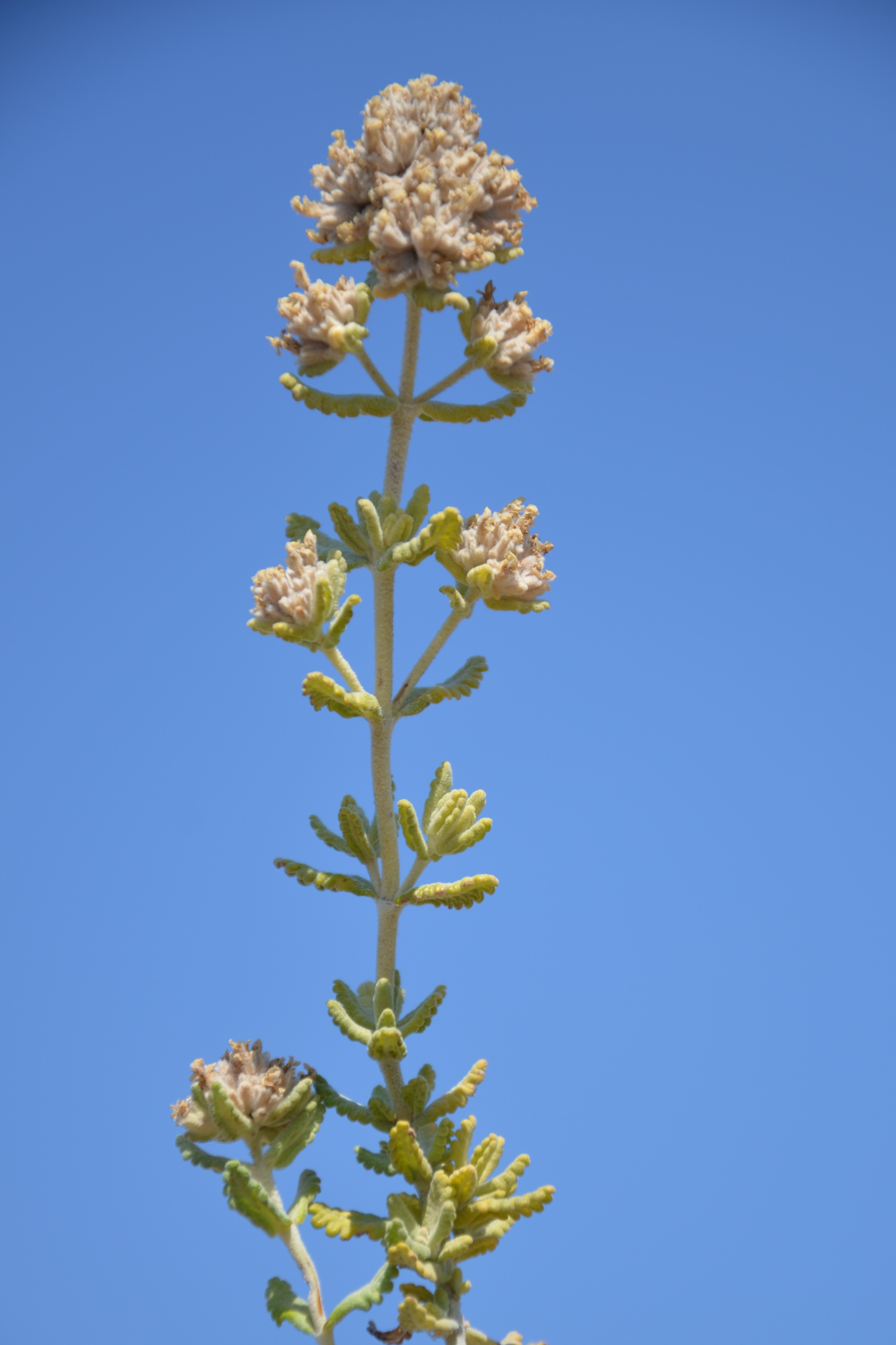
Polei-Gamander (Teucrium polium) in Frankreich

### Vegetative Merkmale
Teucrium polium wächst als Halbstrauch oder verzweigte, ausdauernde krautige Pflanze, die Wuchshöhen von 6 bis 20 Zentimetern erreicht. Die Sprossachse ist meist mit weißlichen oder grauen, verzweigten Haaren mehr oder weniger dicht besetzt.
Die gegenständig angeordneten, relativ kleinen und aromatischen Laubblätter sind sitzend bis kurz gestielt. Die einfache Blattspreite ist länglich oder eilanzettlich bis verkehrt-eilanzettlich mit stumpfem oberen Ende. Die Blattflächen sind behaart bis wollig. Der Blattrand ist ganzrandig oder gekerbt und oft umgerollt und trägt meist mehrere Einkerbungen.

### Generative Merkmale
Die fast sitzenden Blüten stehen in dichten, kompakten, end- oder seitenständigen köpfchenförmigen Blütenständen. Die relativ kleine, zwittrige Blüte ist zygomorph und fünfzählig mit doppelter Blütenhülle. Der fünfzähnige und becherförmige Kelch ist weißlich behaart. Die Farben der Kronblätter reichen von purpur- oder rosafarben bis weiß oder seltener bläulich oder gelb. Die Krone ist zweilippig, die Unterlippe ist viel größer und ausladend. Die vier Staubblätter in der kurzen Kronröhre sind didynamisch. Der Fruchtknoten ist oberständig. Der schlanke Griffel endet in einer zweilappigen Narbe.
Es werden kleine Klausenfrüchte gebildet.
Die Chromosomenzahl beträgt 2n = 26, 52 oder 78.

## Systematik und Verbreitung
Die Erstveröffentlichung von Teucrium polium erfolgte 1753 durch Carl von Linné in Species Plantarum, Tomus II, S. 566. Ein Synonym für Teucrium polium L. ist Chamaedrys polium (L.) Raf.
Teucrium polium ist im Mittelmeerraum in Spanien, auf den Balearen, in Frankreich, Korsika, Algerien, Marokko und Tunesien heimisch.
Je nach Autor gibt es eine unterschiedliche Anzahl Unterarten von Teucrium polium. Man kann folgende Unterarten unterscheiden:
- Teucrium polium subsp. aurasiacum (Maire) Greuter & Burdet: Sie kommt in Algerien und Tunesien vor.[4]
- Teucrium polium subsp. chevalieri Maire: Sie kommt in Algerien vor.[4]
- Teucrium polium subsp. clapae S.Puech: Dieser Endemit kommt nur im südöstlichen Frankreich vor.[4]
- Teucrium polium subsp. polium: Die Chromosomenzahl beträgt 2n = 52.[3]
- Teucrium polium subsp. purpurascens (Benth.) S.Puech: Sie kommt auf den Balearen und im südlichen Frankreich vor.[4][6]
- Teucrium polium subsp. rupestricola (Sennen) T.Navarro & Rosua: Sie kommt in Spanien vor. Sie gilt bei manchen Autoren als Synonym zu Teucrium lusitanicum subsp. lusitanicum.[4]

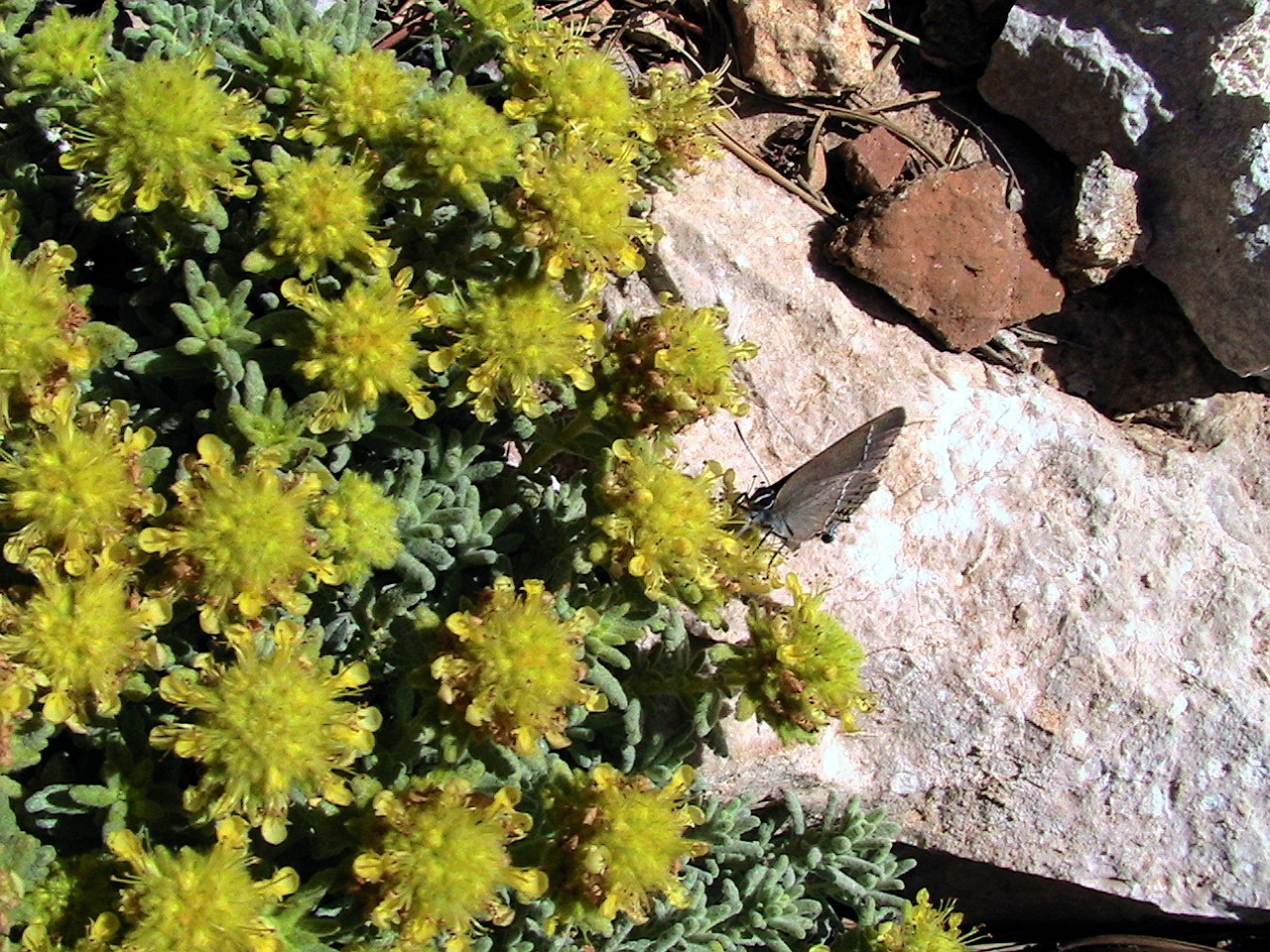
Teucrium aureum

Bei T. G. Tutin und D. Wood 1972 in der Flora Europaea wurden noch weitere Unterarten aufgeführt, die meist als eigenständige Arten angesehen werden:
- Teucrium polium subsp. aureum (Schreb.) Arcang. → Teucrium aureum Schreb.
- Teucrium polium subsp. capitatum (L.) Arcang. → Teucrium capitatum L.
- Teucrium polium subsp. pii-fontii P.Palau → Teucrium capitatum subsp. majoricum (Rouy) Nyman (Syn.: Teucrium pii-fontii (P.Palau) Greuter & Burdet)
- Teucrium polium subsp. vincentinum (Rouy) D.Wood → Teucrium vincentinum Rouy

## Verwendung
Teucrium polium wird für verschiedene angebliche Behandlungen in der traditionellen Medizin verwendet, obwohl die Art möglicherweise lebertoxisch ist.
Alle Pflanzenteile werden geschnitten für ein Aufgussgetränk und medizinisch oder auch als Gewürz verwendet.
Schon im 16. Jahrhundert wurde die Art als Heilpflanze in Mitteleuropa in Gärten in Bayern, der Schweiz und in Schlesien kultiviert.